# Аляб'єв В'ячеслав Михайлович
В'ячеслав Михайлович Аляб'єв (5 лютого 1934 Курськ, РРФСР — 11 червня 2009, Донецьк, Україна) — радянський футболіст, захисник та нападник. Майстер спорту з 1961 року.

## Життєпис
Вихованець дитячо-юнацької спортивної школи з міста Гур'єв (Казахстан). 1953 року грав за аматорську команду «Динамо» з Алма-Ати. В наступному році перейшов до клубу «Крила Рад» з міста Молотов. Сезон 1955 року провів у краснодарському «Нафтовику», в складі якого зіграв 28 матчів і забив 8 м'ячів.
З 1956 року захищав кольори «Шахтаря» з міста Сталіно, за який у підсумку виступав більшу частину своєї кар'єри — протягом 9 сезонів, провів за цей час 180 матчів, забив 3 м'ячі в ворота суперників. Двічі ставав володарем Кубка СРСР.
Завершив кар'єру гравця в «Металурзі» з міста Запоріжжя, де грав з 1965 по 1966 рік, зігравши за цей період 41 матч і забив 1 м'яч.
Після завершення кар'єри гравця працював тренером у спортивній школі. До кінця життя проживав в Донецьку. Перебуваючи на пенсії, неодноразово стикався з низкою життєвих проблем.

## Досягнення

### Командні
- Кубок СРСР
  -  Володар (2): 1961, 1962
  -  Фіналіст (1): 1963

### Індивідуальні
- Майстер спорту СРСР (1961)